# Hrabia Wharncliffe

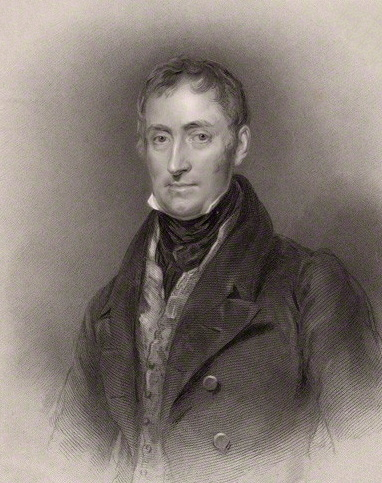
James Stuart-Wortley, 1. Baron Wharncliffe (1776-1845)

## Informacje ogólne
- Tytuł hrabiego Wharncliffe został kreowany w 1876 r. w parostwie Zjednoczonego Królestwa dla Edwarda Montagu-Stuarta-Wortleya-Mackenzie’ego, 3. barona Wharncliffe
- Dodatkowe tytuły hrabiego Wharncliffe:
  - wicehrabia Carlton (kreowany w 1876 r. w parostwie Zjednoczonego Królestwa)
  - baron Wharncliffe (kreowany w 1826 r. w parostwie Zjednoczonego Królestwa)
- tytułem grzecznościowym najstarszego syna hrabiego Wharncliffe jest wicehrabia Carlton

Baronowie Wharncliffe 1. kreacji (parostwo Zjednoczonego Królestwa)
- 1826–1845: James Archibald Stuart-Wortley-Mackenzie, 1. baron Wharncliffe
- 1845–1855: John Stuart-Wortley-Mackenzie, 2. baron Wharncliffe
- 1855–1899: Edward Montagu Stuart Granville Montagu-Stuart-Wortley-Mackenzie, 3. baron Wharncliffe

Hrabiowie Wharncliffe 1. kreacji (parostwo Zjednoczonego Królestwa)
- 1876–1899: Edward Montagu Stuart Granville Montagu-Stuart-Wortley-Mackenzie, 1. hrabia Wharncliffe
- 1899–1926: Francis John Montagu-Stuart-Wortley-Mackenzie, 2. hrabia Wharncliffe
- 1926–1953: Archibald Ralph Montagu-Stuart-Wortley-Mackenzie, 3. hrabia Wharncliffe
- 1953–1987: Alan James Montagu-Stuart-Wortley-Mackenzie, 4. hrabia Wharncliffe
- 1987 -: Richard Alan Montagu-Stuart-Wortley, 5. hrabia Wharncliffe

Najstarszy syn 5. hrabiego Wharncliffe: Reed Montagu-Stuart-Wortley, wicehrabia Carlton